# Kleinia abyssinica
Kleinia abyssinica là một loài thực vật có hoa trong họ Cúc. Loài này được (A.Rich.) A.Berger mô tả khoa học đầu tiên năm 1905.